# Karl Eugen zu Erbach-Schönberg

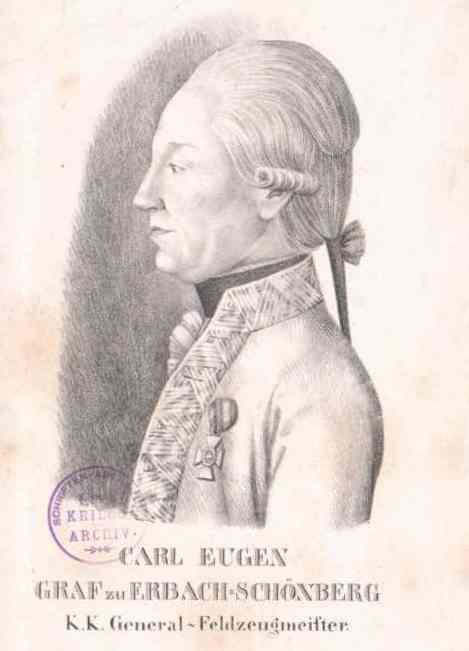
Karl Eugen Graf zu Erbach-Schönberg

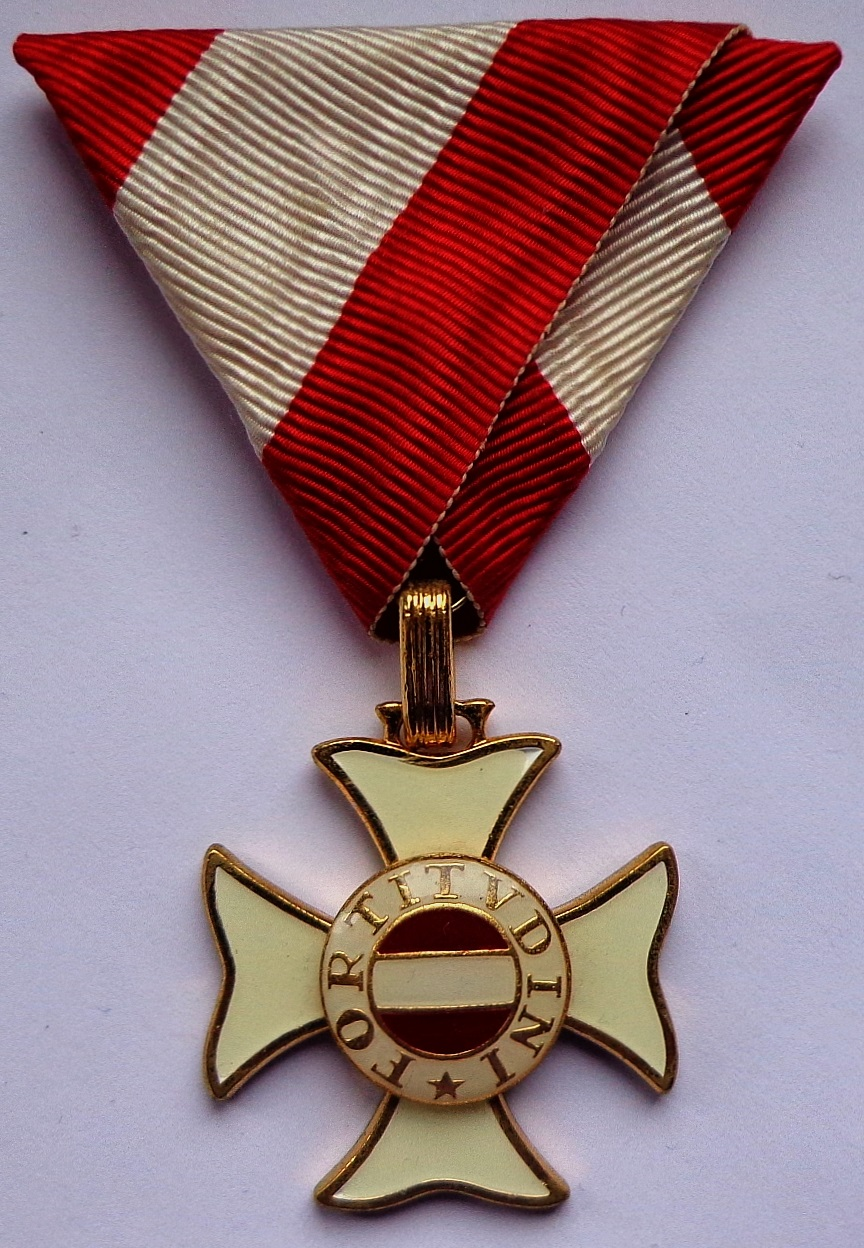
Ritterkreuz des Militär-Maria-Theresien-Ordens

Karl Eugen Graf zu Erbach-Schönberg (auch Carl) (* 10. Februar 1732 im Schloss Schönberg bei Bensheim; † 29. Juli 1816 Schloss Schönberg) war ein Offizier in österreichischen Diensten.

## Herkunft
Erbach-Schönberg wurde als fünftes Kind des Grafen Georg August zu Erbach-Schönberg und der Ferdinanda Henriette zu Stolberg-Gedern auf Schloss Schönberg geboren.

## Leben
Er trat früh in österreichische Dienste und nahm an den letzten Kampfhandlungen des Österreichischen Erbfolgekrieges (1740–1748) als 16-jähriger Fähnrich des Regiments Braunschweig-Wolfenbüttel teil. Er kämpfte, bereits als Offizier, im Siebenjährigen Krieg (1756–1763). Als Major brachte er die Nachricht vom geglückten Überfall auf Berlins nach Wien. Am 29. September 1762 gelang ihm die Einnahme der Schanzen bei Spechthausen. Für diese Tat wurde ihm das Ritterkreuz des Militär-Maria-Theresien-Ordens verliehen. 1773 wurde er zum Oberst ernannt und übernahm das Regiment Braunschweig-Wolfenbüttel selbst.
Im Jahr 1769 stieg er zum Oberstleutnant und 1773 zum Oberst des Infanterie-Regiments Nr. 10 auf. im Jahr 1783 wurde er General-Major und während des Russisch-Österreichischen Türkenkrieges zum Feldmarschall-Lieutenant.
Im ersten Koalitionskrieg kommandierte er 1792 ein Korps von 11.200 Mann und 1.200 Reitern am Rhein. Ihm Stand damals der französische General Adam-Philippe de Custine gegenüber. Bei der Belagerung von Valenciennes (25. auf 26. Juli 1793) führte er eine der drei Kolonnen, die den erfolgreichen Sturm auf die Festung unternahmen. Später zeichnete es sich bei der Belagerung von le Quesnoy (August 1793) und bei Menin (15. September) aus, wo er die Vorhut des Herzogs von York führte. Er kämpfte auch noch 1794 und 1795, sein letztes Kommando hatte er über die Festung Mainz. Er verließ  1796 die österreichische Armee mit dem Titel eines General-Feldzeugmeisters. 1799 folgte er seinem älteren Bruder Christian in der Regierung der Grafschaft.
Karl Eugen zu Erbach-Schönberg starb 85-jährig am 29. Juli 1816 auf Schloss Schönberg.

## Familie
Erbach-Schönberg heiratete am 1. Juli 1783 die böhmische Adlige Maria Johanna Zadubsky von Schönthal (1757–1787). Das Paar hatte während der kurzen Ehe zwei Töchter:
- Karoline (1785–1848)  ⚭ 22. August 1811 Graf August zu Stolberg-Roßla
- Maria Anna (* 1787; † 19. August 1825) ⚭ Emil Christian zu Erbach-Schönberg (* 2. Dezember 1789; † 26. Mai 1828)

Maria Johanna Zadubsky von Schönthal starb nur etwas über drei Wochen nach der Geburt der zweiten Tochter. Erbach-Schönberg verheiratete sich nicht mehr.

## Regiment Erbach
1793 wurde Erbach-Schönberg Inhaber des Infanterieregiments Nr. 42. Dieses Regiment schlug sich später in der Schlacht bei Wagram im Fünften Koalitionskrieg gegen Napoleon Bonaparte unter eigenen hohen Verlusten so tapfer, dass ihm noch auf dem Schlachtfeld von Erzherzog Karl von Österreich das Vorrecht verliehen wurde, zum „Allgemeinen Grenadiermarsch“ in die Hofburg in Wien einziehen zu dürfen. Das Infanterieregiment Nr. 42 erhielt dazu noch den Ehrennamen „Regiment Erbach“ nach dem letzten Inhaber. Es war das dritte des Namens „Regiment Erbach“, auch „Erbach-Schönberg“ bzw. nach der späteren Garnisonsstadt „Erbach-Eger“ genannt. 1817 entstand  der „Marsch des Österreichischen Infanterie-Regiments 42 Erbach Eger“ als eigener Regimentsmarsch.